# 德皇卡尔大帝号战列舰
德皇卡尔大帝号战列舰是德意志帝国海军建于20世纪之交的一艘德皇腓特烈三世级前无畏战列舰，得名于神圣罗马皇帝查理曼。它由汉堡的布洛姆与福斯船厂承建，于1898年9月开始铺设龙骨，至1899年10月下水。因受到船厂罢工和意外搁浅的影响，舰只推迟至1902年2月才完工；从而成为最后一艘入役的同级舰。其主炮为安装在两座双联装炮塔内的四门240毫米40倍径速射炮，最高速度为17.5節（32.4每小時）。
德皇卡尔大帝号于1908年之前都在德国的活动战列舰队（Aktive Schlachtflotte，即公海舰队前身）服役，参加了和平时期例行的训练巡航和演习。随着新式“全重炮”无畏舰于1908年开始入役，已显过时的德皇卡尔大帝号便被迫停运并投入预备役搁置。1914年8月第一次世界大战爆发后，该舰及其姊妹舰作为岸防舰被动员至第五战列分舰队服役，但于1915年2月又再作储备搁置。德皇卡尔大帝号之后曾被短暂用作训练舰，继而在威廉港充当收容战俘的监狱船直至其运用生涯结束。随着德国于1918年11月战败，它被售予拆船商并于1920年拆解报废。

## 设计

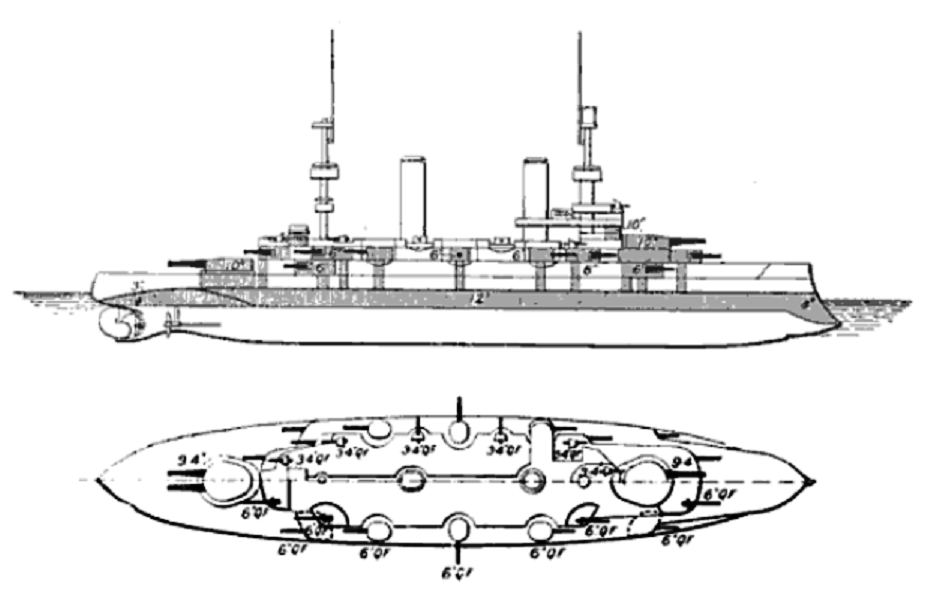
德皇腓特烈三世级线条画

在德意志帝国海军于1889年订购了四艘勃兰登堡级战列舰后，由于受到预算限制、帝国议会反对以及缺乏连贯舰队计划的相结合影响，导致进一步购买战列舰的计划被推迟。随着前国家海军办公室国务大臣列奥·冯·卡普里维于1890年就任德国总理，海军中将弗里德里希·冯·霍尔曼成为新任海军国务大臣。霍尔曼于1892年提请订购一艘新的战列舰，以取代建于二十年前的老式铁甲舰普鲁士号，但前一年缔结的法俄同盟却使得政府将注意力集中在扩大陆军的预算上。议会的反对迫使霍尔曼将计划推迟至第二年，当时卡普里维发表了支持该项目的讲话，指出俄国近期的海军扩张威胁到了德国在波罗的海的海岸线。1893年末，霍尔曼呈递了海军1894－1895年度的预算案，此时议会批准了新舰，在接下来的三年里，他又获得了多两艘舰的批准，这便是德皇腓特烈三世级的前三艘舰。1897年6月，霍尔曼的职务由海军少将阿尔弗雷德·冯·提尔皮茨接任，后者迅速拟定了第一部《舰队法》并于1898年初获得通过。这部法规确保了德皇腓特烈三世级后两艘舰，即德皇卡尔大帝号和德皇巴巴罗萨号的建造。新舰摒弃了原勃兰登堡级的六门火炮布置，取而代之的是四门大口径炮，这是同期其它国家海军的标准配置。
德皇卡尔大帝号的水线长度和全长分别为120.9米和125.3米，舷宽20.4米，有7.89米的前吃水和8.25米的后吃水。舰只所设计的标准排水量为11,097吨，满载排水量则可达11,785吨。其推进是通过三台三缸立式三胀蒸汽机以驱动三副螺旋桨来实现。蒸汽由四台船用和八台筒形水管锅炉供应，均为燃煤式，并通过两具高耸的烟囱排放。推进装置的额定功率为9,561千瓦特（12,999匹公制馬力），最高速度达17.5節（32.4每小時），并能够以10節（19每小時）的速度续航3,420海里（6,330）。其标准船员编制为39名军官及612名士兵。
德皇卡尔大帝号的主炮为四门240毫米40倍径速射炮，它们安装在分居中央舰艛一前一后的两座双联装炮塔内。副炮则包括十八门塔装或廓装混合布置的150毫米40倍径速射炮。针对鱼雷艇的近距离防御武器由十二门廓装88毫米30倍径速射炮和十二门单架37毫米机关炮组成。武器套件中还有六具450毫米鱼雷发射管，全部安装在舰体水上部分的旋转支架上。舰只的装甲带最厚处有300毫米，甲板装甲的厚度为65毫米；司令塔和主炮炮塔装有250毫米厚的的装甲板，副炮炮廓则受到150毫米厚的装甲保护。

## 服役历史

### 建成至1904年
末代德意志皇帝威廉二世认为，强大的海军是国家在欧洲大陆以外扩张势力的必要条件。为此，他于19世纪80年代末发起了一项海军扩张计划；并根据该计划建造了首批四艘勃兰登堡级战列舰。紧随其后的是五艘德皇腓特烈三世级战列舰，其中德皇卡尔大帝号为同级的四号舰。它是作为新增编入舰队的单位以合同代号“B”进行订购，于1898年9月17日在汉堡的布洛姆与福斯船厂开始铺设龙骨，建造序列为136。这是该船厂历史上承建的第一艘主力舰暨第二艘军舰。新舰于1899年10月18日下水，在下水仪式上，由威廉二世皇帝发表演讲，并由时任汉堡市长的约翰·格奥尔格·门克贝格主持为舰只冠以神圣罗马皇帝“卡尔大帝”之名。然而，船厂工人于1900年末的一次大规模罢工极大推迟了该舰的完工。1901年10月，一名船厂船员将舰只送往威廉港的海军基地，却于途中在易北河下游搁浅。舰体在事故中受损，必要的维修工作进一步推迟了其投运；使它直到1902年2月4日才得以入役。

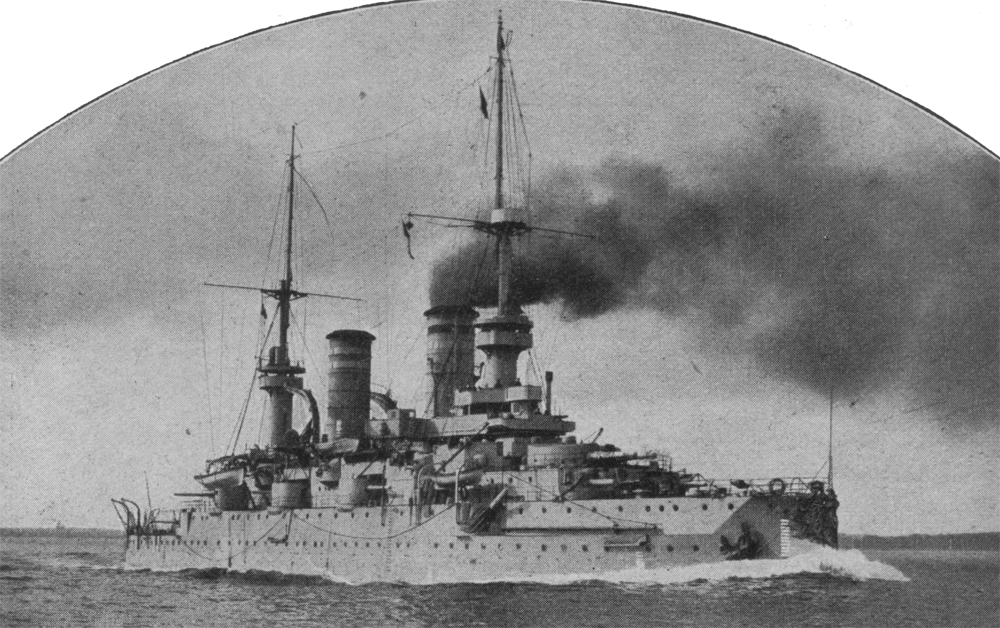
航行中的德皇卡尔大帝号，1902年

1902年2月19日，德皇卡尔大帝号被正式编入练习舰队（Übungsflotte）辖下第一分舰队的第二支队，成为同级舰中最迟入列的成员。随着德皇卡尔大帝号的到来，第一分舰队此时已完全由现代化战列舰组成。分舰队于4月和5月前往不列顛群島进行训练巡航，继而于6月下旬出席了基尔赛船周。这些军舰随后参加了7月前往挪威的另一次训练巡航，接下来是8月31日在波罗的海开始的秋季演习。演习期间，德皇卡尔大帝号及其姊妹舰被编入“敌对”部队。该部队的首要任务是阻止“德国”分舰队穿过大贝尔特海峡进入波罗的海。德皇卡尔大帝号和其他几艘战列舰之后将强行驶入易北河口，以便占领那里的威廉皇帝运河和汉堡。“敌对”阵营在三天内便完成了这些任务。演习在北海结束，并在亚德湾进行了海上阅兵。从12月1日至12日，分舰队展开前往挪威的常规冬季训练巡航。
1903年，这支仅由一个战列分舰队（及其附属侦察舰和鱼雷艇）组成的练习舰队被重组为“活动战列舰队”（Aktive Schlachtflotte）。德皇卡尔大帝号及其姊妹舰连同最新入役的维特尔斯巴赫级战列舰被留在了第一分舰队，而老式的勃兰登堡级舰只则作预备役安置以待重建。这年的第一季度遵循了惯常的训练模式。分舰队在波罗的海进行了一次训练巡航，随后从5月7日到6月10日展开西班牙之旅。7月，德皇卡尔大帝号跟随第一分舰队前往挪威进行年度夏季巡航。秋季演习的内容则包括在北海进行封锁演练，整个舰队首先进入挪威水域，然后于9月初前往基尔，最后对基尔实施模拟攻击。演习于9月12日结束。11月23日开始的冬季巡航则是前往波罗的海东部，并于12月1日进一步驶入卡特加特海峡。
1904年1月11日至21日，德皇卡尔大帝号在斯卡格拉克海峡进行了这年的首次操练，然后是3月8－17日的分舰队训练，以及5月在北海举行的大规模舰队演练。7月，第一分舰队和第一侦察集群共同出访英国，其中包括7月10日在普利茅斯停留。德国舰群于7月13日启程前往荷兰；翌日，第一分舰队在弗利辛恩抛锚。荷兰女王威廉明娜于此访问了这些舰只。第一分舰队在弗利辛恩停留直至7月20日，然后随舰队余部共同前往北海北部进行巡航。九天后，该分舰队系泊在挪威的莫尔德，别的部队则分别去往其它港口。舰队于8月6日重新集结驶回基尔，于8月12日对那里的港口实施模拟攻击。随后，舰队又开始筹备从8月29日起在波罗的海举行的秋季演习。它们于9月3日移师北海参加一项大型的登陆行动；之后这些舰只将参加演习的第九军的地面部队带到阿尔托纳，以接受威廉二世皇帝的检阅。9月6日，这些军舰在黑尔戈兰岛附近为威廉二世皇帝举行了自己的阅舰式。三天后，舰队经由威廉皇帝运河返回波罗的海，在那里与第九军和近卫军共同参加了进一步的联合登陆演习。演习于9月15日结束。从11月22日至12月2月，第一分舰队继续参加冬季训练巡航，这次是前往波罗的海东部。

### 1905－1914年

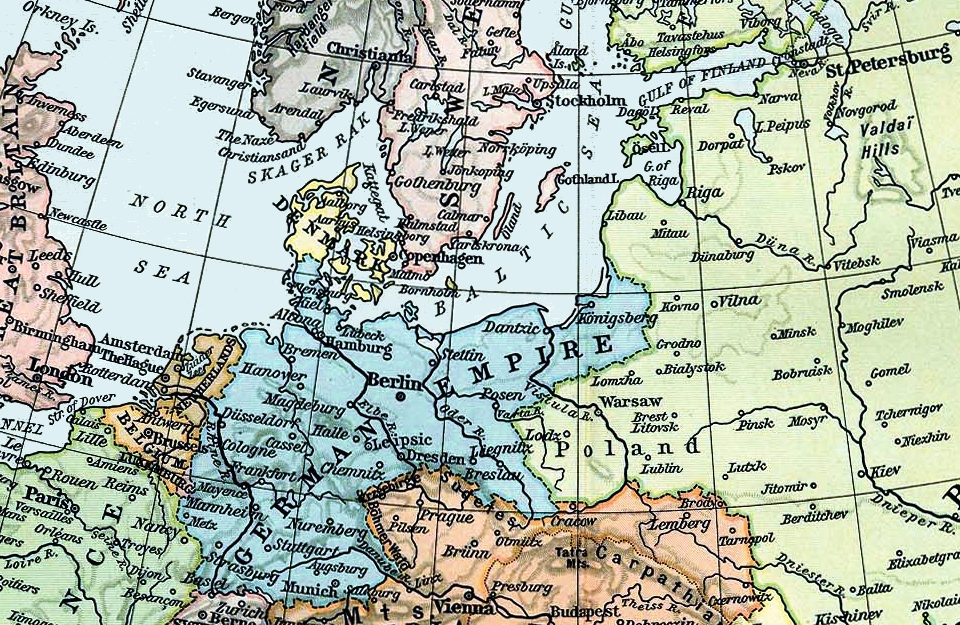
1911年的北海及波罗的海地图

1905年1月至2月，德皇卡尔大帝号曾临时担任分舰队的旗舰。在此期间，它于1月9－19日和2月27－3月6日率领第一分舰队进行了两次训练巡航。随后是单舰和分舰队操练，重点是炮术练习。7月12日，舰队开始在北海展开大规模训练演习。在巡航期间，德皇卡尔大帝号于7月18日从舰队分离，代表德国前往安特卫普参加比利时独立75周年的庆祝活动。舰队余部则继续巡航穿越卡特加特海峡，并在哥本哈根和斯德哥尔摩作停留；德皇卡尔大帝号于8月3日在卡尔斯克鲁纳与它们会合。夏季巡航于8月9日结束，然而通常在此后不久开始的秋季演习却因当月英国海峡舰队的到访而推迟。
英国舰队相继访问了但泽、斯维内明德和弗伦斯堡，在那里受到德国海军部队的迎接；德皇卡尔大帝号及德国舰队的主力为此也驻泊在斯维内明德。这次访问因受到不断升级的英德海军军备竞赛影响而变得紧张。为此，1905年的秋季演习日程被大大缩短——从9月6日至13日止，并仅局限于北海海域。演习的第一阶段是假定对德意志湾进行海上封锁，第二阶段则设想敌对舰队试图攻克易北河的防御力量。11月，第一分舰队在波罗的海展开巡航。12月上旬，第一和第二分舰队开启定期冬季巡航，这次是去往但泽，并于12月12日抵达。在返回基尔的途中，舰队还进行了战术演练。
舰队于1906年承担了比往年更为繁重的训练计划。整个4月，这些舰只都在进行单舰、支队和分舰队演练。从5月13日开始，大规模的舰队演练在北海举行，并一直持续到6月8日，然后在斯卡恩周边巡航进入波罗的海。7月中旬，舰队又开始了惯常驶往挪威的夏季巡航。德皇卡尔大帝号随第一分舰队锚泊于莫尔德，并于7月21日在当地与搭乘汉堡号邮轮而来的威廉二世皇帝会合。随后，舰队于8月3日出席了挪威国王哈康七世的诞辰庆典。翌日，德国舰群出发前往黑尔戈兰岛，参加在那里举行的操练。它们于8月15日返回基尔，开始为秋季演习作准备。8月22－24日，舰队在基尔外围的埃肯弗德湾参加了登陆演习。演习于8月31日至9月3日暂停，当时舰队接待了来自丹麦和瑞典的军舰，然后从9月3日至9日又在基尔接待一支俄国分舰队。演习于9月8日恢复，并持续了多五天。德皇卡尔大帝号还参加了12月8日至16日驶入卡特加特海峡和斯卡格拉克海峡的波澜不惊的冬季巡航。
1907年第一季度遵循了往年的训练模式。与此同时，最新式的德国级战列舰正在逐步投入使用；连同不伦瑞克级舰只一起，它们提供了足够的现代化战列舰以建立两个完整的分舰队。因此，活动舰队在2月16日正式重组为公海舰队。从5月底到6月初，舰队继续在北海展开夏季巡航，并经卡特加特海峡返回波罗的海。接下来是从7月12日至8月10日驶往挪威的定期巡航。在8月26日至9月6日的秋季演习中，舰队与第九军在石勒苏益格北部进行了登陆演习。冬季训练巡航则于11月22－30日进入卡特加特海峡。1908年5月，舰队以一次深入大西洋的大规模巡航取代了常规的北海之旅。舰队于8月13日返回基尔，为8月27日至9月7日的秋季演习做准备。在波罗的海的支队训练紧随其后于9月7－13日进行。当这些演练结束后，德皇卡尔大帝号于9月18日在基尔退役，并被编入波罗的海预备役支队。在此期间，其姊妹舰都完成了重建，但德皇卡尔大帝号却没有获得这种待遇。与此同时，新式的“全重炮”战列舰开始入役，这使得像德皇卡尔大帝号这样的前无畏舰已经显得过时了。在1911年6月至7月，舰只进行了一次大修。至1914年，该舰及其四艘姊妹舰连同韦廷号战列舰，都被编入预备役舰队的第五分舰队。

### 第一次世界大战
随着第一次世界大战的爆发，德皇卡尔大帝号及其姊妹舰于1914年8月5日被抽离出预备役，并动员至第五战列分舰队。这些舰只的备战进度十分缓慢，直到8月底才准备好在北海服役。分舰队最初的任务是海岸防御，但它们实际担当此职仅有很短一段时间。9月中旬，第五分舰队被调往波罗的海，受时任波罗的海武装部队总司令的海因里希亲王指挥。后者原本计划对温道发动一场针对俄国人的大规模两栖攻击，但运输工具的短缺迫使其改变了计划。作为替代，第五分舰队将被用作搭载登陆部队，但当海因里希亲王收到了英国舰队将于9月25日进入波罗的海的错误情报后，这一任务也被取消了。德皇卡尔大帝号及其姊妹舰遂于翌日返回基尔，让登陆部队在那里上岸。这些舰只随后继续推进至北海，恢复它们在当地的警戒职责。年底前，第五分舰队再次被调往波罗的海。
海因里希亲王下令对哥特兰岛发动进攻。1914年12月26日，这些战列舰在波美拉尼亚湾与波罗的海巡洋支舰队会合，然后启程出击。两天后，部队抵达哥特兰岛宣示主权，并于12月30日回到基尔，期间并未发现任何俄国舰船。从1915年1月23日至2月23日，德皇卡尔大帝号又临时取代其姊妹舰德皇威廉二世号担任分舰队旗舰。分舰队重回北海执行警戒任务，但不久后便于1915年2月被撤出前线服役。由于公海舰队受训船员的短缺，加上在战争时期运作老旧舰艇的风险，致使德皇卡尔大帝号及其姊妹舰不得不停用。从10月开始，它曾临时被用作轮机舱人员的训练舰，但于11月19日便在基尔退役并解除武装。之后，它又在威廉港充当关押战俘的监狱船。1918年11月，德国投降并签署《康边停战协定》，结束了敌对状态，从而可以就和平条约展开谈判。而根据1919年6月28日签署的《凡尔赛条约》第181条，德国仅允许保留六艘“德国或洛林式”战列舰。因此在1919年12月6日，德皇卡尔大帝号正式从海军名录中除籍并被售予拆船商。次年，舰只在不来梅的勒讷贝克拆解报废。